# Bradyagaue drygalskii
Bradyagaue drygalskii är en kvalsterart som först beskrevs av Lohmann 1907.  Bradyagaue drygalskii ingår i släktet Bradyagaue och familjen Halacaridae. Inga underarter finns listade.